# 大巴 (加利福尼亞州)
大巴（英語：Big Bar）是位於美國加利福尼亞州三一縣的一個非建制地區。該地的面積和人口皆未知。

## 地理
大巴的座標為40°44′28″N 123°15′21″W / 40.74111°N 123.25583°W，而該地的平均海拔高度為380米（即1247英尺）。